# Thomas Tarn
Der Thomas Tarn ist ein kleiner See auf Signy Island im Archipel der Südlichen Orkneyinseln. Er liegt nordöstlich des Jane Peak. Er entstand in den 1980er Jahren.
Das UK Antarctic Place-Names Committee benannte den See 2004 nach dem zweifelnden Apostel Thomas, da den Wissenschaftlern des British Antarctic Survey die dauerhafte Existenz des neu entstandenen Sees zweifelhaft erschien.